# Associazione Sportiva Orizzonte Catania
La Associazione Sportiva Orizzonte Catania es un club italiano de waterpolo femenino con sede en la ciudad de Catania.

## Historia
El club fue creado en 1985 en la ciudad de Catania.
Entre sus deportistas destacados en sus filas cuenta con la presencia de Blanca Gil, Brenda Villa y Tania Di Mario.

## Palmarés
Orizzonte es el club más titulado de Italia y de Europa.
- 21 veces campeón del campeonato de Italia de waterpolo femenino (1992-2006, 2008-11, 2019 y 2021)
- 4 veces ganadores de la Copa de Italia de waterpolo femenino (2012, 2013, 2018, 2021)
- 8 veces campeón de la copa de Europa de waterpolo femenino (1994, 1998, 2001, 2002, 2004, 2005, 2006 y 2008)[3]
- 2 veces campeón de la supercopa de Europa de waterpolo femenino (2008 y 2019)
- 1 vez campeón de la Copa LEN de waterpolo femenino (2019)